# Liste des conseillers régionaux du Cher
Pour un article plus général, voir Conseil régional du Centre-Val de Loire.
 (août 2025).
Si vous disposez d'ouvrages ou d'articles de référence ou si vous connaissez des sites web de qualité traitant du thème abordé ici, merci de compléter l'article en donnant les références utiles à sa vérifiabilité et en les liant à la section « Notes et références ».
 (août 2025).

## Mandature 2004-2010
Le Cher compte 11 conseillers régionaux sur les soixante-dix-sept élus qui composent l'assemblée du conseil régional du Centre issus des élections des 21 et 28 mars 2004.
| Identité | Identité                | Groupe                           | Positionnement | Autres mandats |
| -------- | ----------------------- | -------------------------------- | -------------- | -------------- |
|          | Alain Rafesthain        | PS - PCF - Les Verts - PRG - MRC | Majorité       |                |
|          | Christelle Galut        | PS - PCF - Les Verts - PRG - MRC | Majorité       |                |
|          | François Dumon          | PS - PCF - Les Verts - PRG - MRC | Majorité       |                |
|          | Marie-Christine Baudoin | PS - PCF - Les Verts - PRG - MRC | Majorité       |                |
|          | Karim Laanaya           | PS - PCF - Les Verts - PRG - MRC | Majorité       |                |
|          | Françoise Winckler      | PS - PCF - Les Verts - PRG - MRC | Majorité       |                |
|          | Jean-Michel Guérineau   | PS - PCF - Les Verts - PRG - MRC | Majorité       |                |
|          | Véronique Fenoll        | UMP - MPF                        | Opposition     |                |
|          | Marie-Claire Méry       | UMP - MPF                        | Opposition     |                |
|          | Alain Tanton            | MoDem                            | Opposition     |                |
|          | Jean d'Ogny             | FN                               | Opposition     |                |

## Mandature 2010-2015
Le Cher compte 10 conseillers régionaux sur les soixante-dix-sept élus qui composent l'assemblée du conseil régional du Centre issus des élections des 14 et 21 mars 2010.
Les 10 conseillers régionaux sont répartis en trois élus PS-PRG ou apparentés, deux élus UMP-NC ou apparentés, un élu EÉLV ou apparentés, deux élus PCF-PG ou apparentés, et un élu FN.
| Identité | Identité               | Groupe         | Positionnement | Autres mandats                          |
| -------- | ---------------------- | -------------- | -------------- | --------------------------------------- |
|          | Agnès Sinsoulier-Bigot | PS et alliés   | Majorité       | Conseillère municipale de Bourges       |
|          | Philippe Fournié       | PS et alliés   | Majorité       | Maire-adjoint de Vierzon                |
|          | Joëlle Mathieu         | PS et alliés   | Majorité       | Conseillère municipale de Dun-sur-Auron |
|          | Serge Méchin           | PS et alliés   | Majorité       | Conseiller départemental du Cher        |
|          | François Dumon         | FG - LA - PCOF | Majorité       | Maire-adjoint de Vierzon                |
|          | Catherine Jacobi       | FG - LA - PCOF | Majorité       |                                         |
|          | Michelle Rivet         | EÉ             | Majorité       | Maire de Marçais                        |
|          | Laurence Renier        | UMP-NC         | Opposition     | Maire d'Aubigny-sur-Nère                |
|          | Franck Thomas-Richard  | UMP-NC         | Opposition     |                                         |
|          | Danielle Avon          | FN             | Opposition     |                                         |

## Mandature 2015-2021
Le Cher compte 9 conseillers régionaux sur les soixante-dix-sept élus qui composent l'assemblée du conseil régional du Centre-Val de Loire issus des élections des 6 et 13 décembre 2015.
Les 9 conseillers régionaux sont répartis en quatre élus PS-PRG-UDE, deux élus FN, deux élus UDI - LR - MoDem et un élu EÉLV.
| Nom | Nom                    | Parti | Groupe                              | Positionnement | Autres mandats                    |
| --- | ---------------------- | ----- | ----------------------------------- | -------------- | --------------------------------- |
|     | Serge Méchin           | PS    | Socialistes, radicaux et démocrates | Majorité       | Conseiller départemental du Cher  |
|     | Philippe Fournié       | PS    | Socialistes, radicaux et démocrates | Majorité       | Maire-adjoint de Vierzon          |
|     | Agnès Sinsoulier-Bigot | PS    | Socialistes, radicaux et démocrates | Majorité       | Conseillère municipale de Bourges |
|     | Joël Crotté            | UDE   | Socialistes, radicaux et démocrates | Majorité       |                                   |
|     | Michelle Rivet         | EÉLV  | Écologistes                         | Majorité       | Maire de Marçais                  |
|     | Jean-René Coueille     | FN    | Front national                      | Opposition     |                                   |
|     | Martine Raimbault      | FN    | Front national                      | Opposition     | Conseillère municipale de Vierzon |
|     | Laurence Renier        | LR    | Union de la droite et du centre     | Opposition     | Maire d'Aubigny-sur-Nère          |
|     | Louis Cosyns           | LR    | Union de la droite et du centre     | Opposition     | Maire de Dun-sur-Auron            |

## Mandature 2021-2028
| Nom | Nom                   | Parti | Groupe                                    | Positionnement | Autres mandats                                        |
| --- | --------------------- | ----- | ----------------------------------------- | -------------- | ----------------------------------------------------- |
|     | Julie Ferron          | PS    | Socialistes, radicaux et démocrates       | Majorité       |                                                       |
|     | Philippe Fournié      | PS    | Socialistes, radicaux et démocrates       | Majorité       | Maire-adjoint de Vierzon                              |
|     | Olivier Béatrix       | MR    | Socialistes, radicaux et démocrates       | Majorité       | Maire de Germigny-l'Exempt                            |
|     | Magali Bessard        | PCF   | Communiste et républicain                 | Majorité       | Première adjointe au Maire de Bourges                 |
|     | Christophe Coquin     | G·s   | Écologie et solidarité                    | Majorité       |                                                       |
|     | Bernard Rousseau      | TdP   | Centre, démocrate, républicain et citoyen | Opposition     | Maire-adjoint et conseiller communautaire de Pigny    |
|     | Laurence Renier       | LR    | Union de la droite et du centre           | Opposition     | Maire d'Aubigny-sur-Nère                              |
|     | Rémy Pointereau       | LR    | Union de la droite et du centre           | Opposition     | Sénateur du Cher                                      |
|     | Thibaut de La Tocnaye | RN    | Rassemblement national et alliés          | Opposition     | Ancien conseiller régional Provence-Alpes-Côte d'Azur |
|     | Ambre Louisin         | RN    | Rassemblement national et alliés          | Opposition     |                                                       |